# FlyLAL
flyLAL–Lithuanian Airlines (до 2005 года — «Lietuvos Avialinijos», с лит. — «Литовские Авиалинии») — закрытая литовская национальная авиакомпания, базировавшаяся в Вильнюсе. Авиакомпания выполняла внутренние и международные рейсы. Главные базы flyLAL находились в аэропортах Вильнюса и Паланги. 17 января 2009 года компания подала заявление о банкротстве и прекратила операционную деятельность.

## История

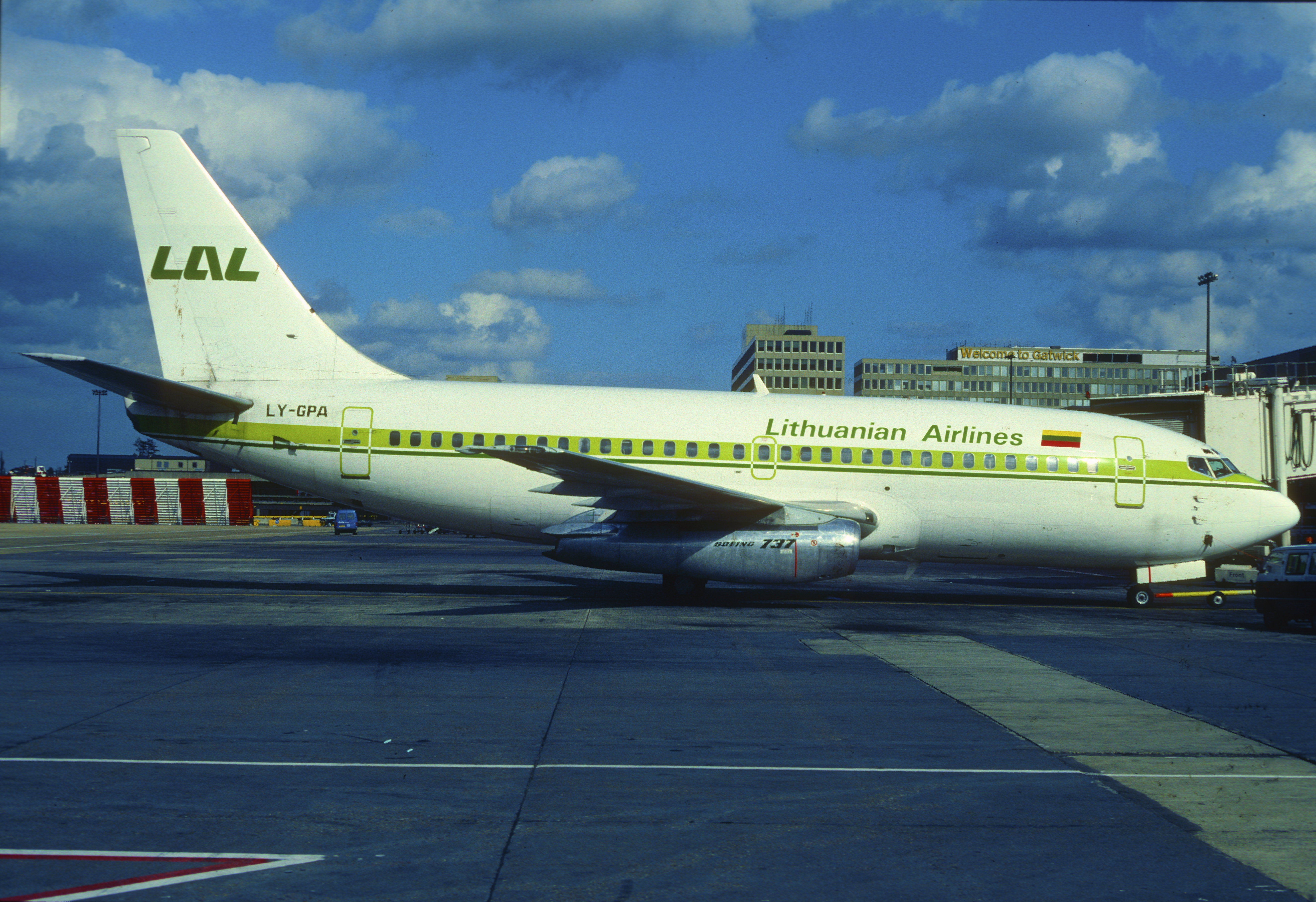
Boeing 737-200 LY-GPA Литовских авиалиний в 1992 году в аэропорту Цюриха

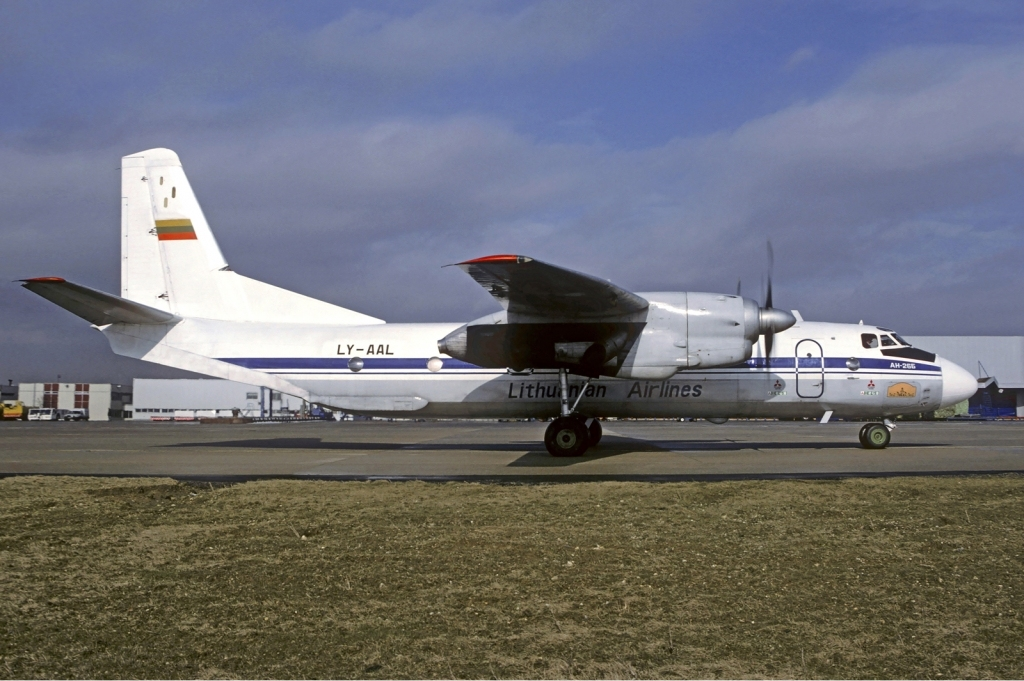
Ан-26 LY-AAL Литовских авиалиний в 1994 году в аэропорту Париж — Шарль-де-Голль

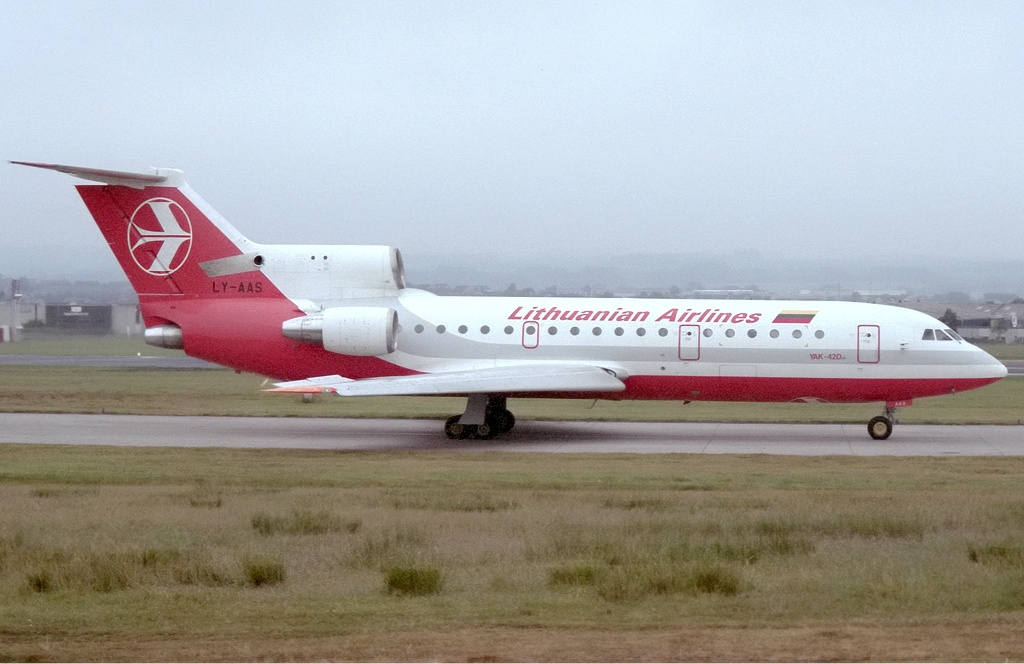
Як-42 LY-AAS Литовских авиалиний в 1996 году в аэропорту Абердина

Компания образована 20 сентября 1991 года на базе Вильнюсского ОАО Литовского УГА советского Аэрофлота. До 2005 года компания называлась лит. «Lietuvos avialinijos» («Литовские авиалинии»). «Литовские авиалинии» первыми из авиакомпаний бывшего Советского Союза приобрели самолёт западного производства — Boeing 737-200.

Изначально, авиакомпания полностью принадлежала государству. После приватизации в 2005 году, национальный авиаперевозчик стал собственностью компании лит. «LAL Investicijų Valdymas». Был проведён ребрендинг и лит.  «Lietuvos avialinijos» стали называться «FlyLAL—Lithuanian Airlines».

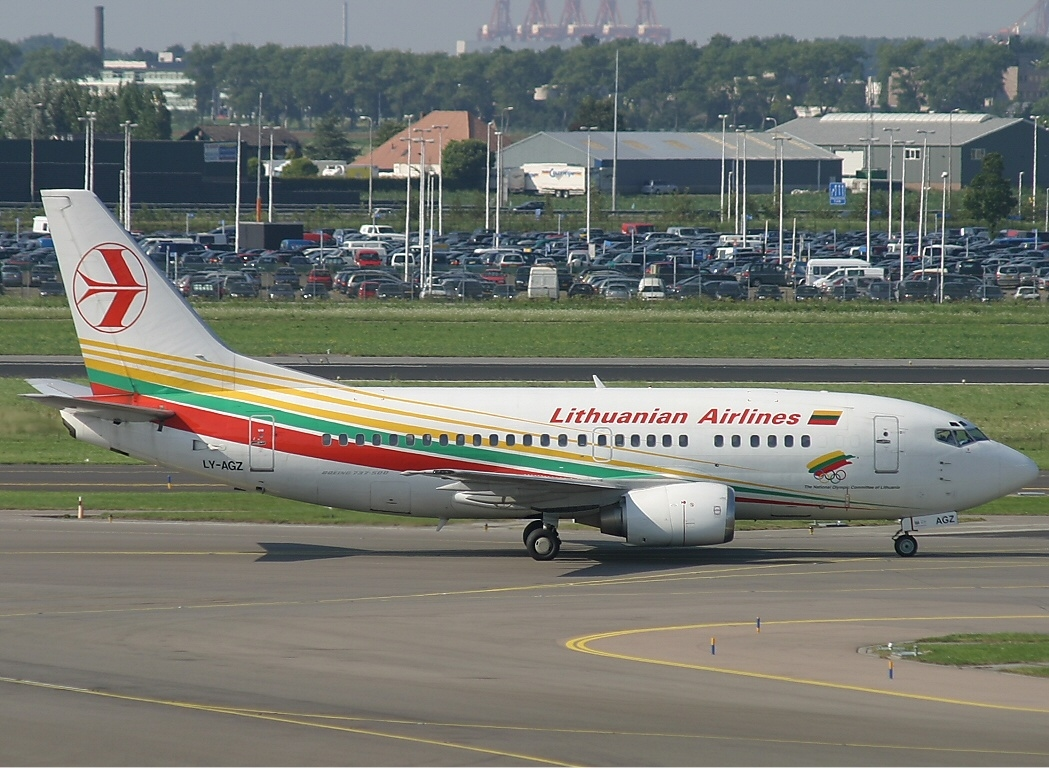
Boeing 737-500 LY-AGZ Литовских Авиалиний в 2004 году в аэропорту Амстердама

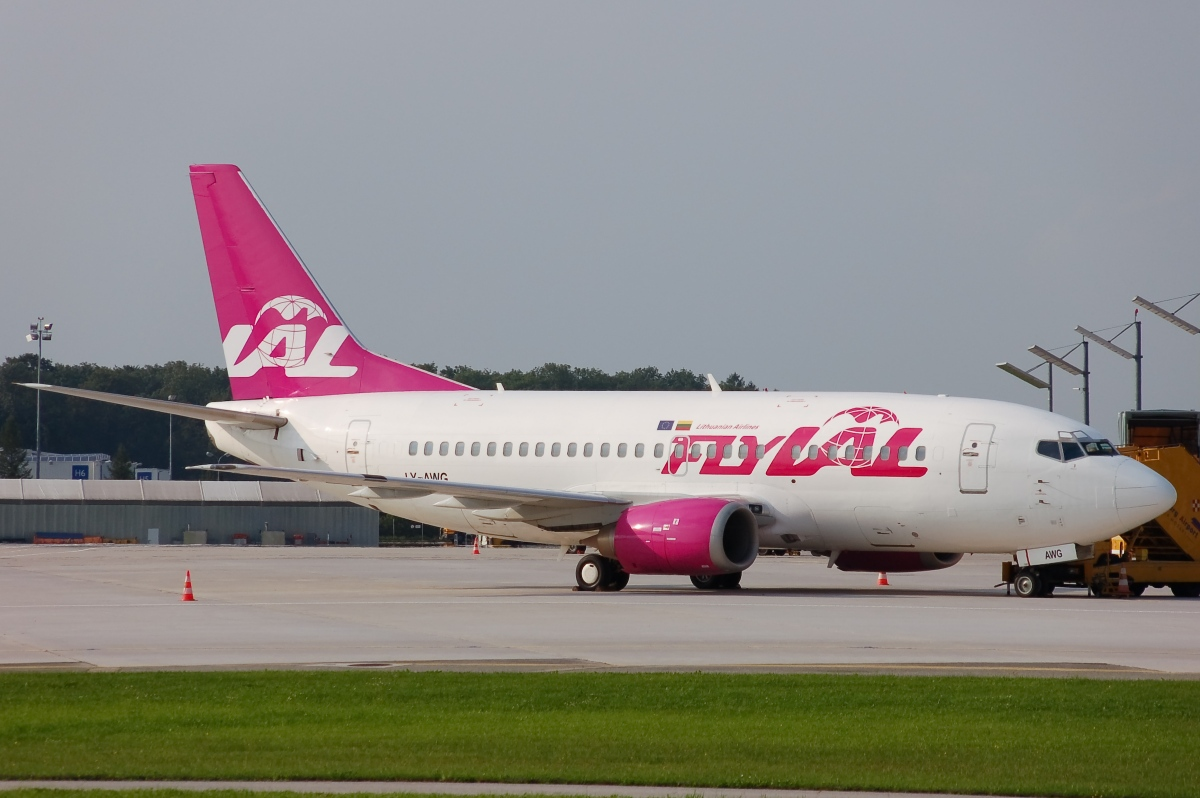
Boeing 737-500 LY-AWG flyLAL—Lithuanian Airlines в 2008 году в аэропорту Зальцбург

В первом квартале 2007 года авиакомпания FlyLAL стала лидером среди литовских авиаперевозчиков. С января по март самолёты компании перевезли 107,6 тысяч пассажиров, что на 18 % больше аналогичного периода 2006 года.
В феврале 2007 FlyLAL была признана самой пунктуальной авиакомпанией, базирующейся в лондонском аэропорту Гатвик.
В 2008 году образовано «FlyLAL Charters», подразделение авиакомпании, оперирующее чартерными перевозками.
С 17 января 2009 года прекратила свою деятельность.

## Пункты назначения
Рейсы FlyLAL из Вильнюсского международного аэропорта в 2008 году:
- Бельгия
  - Брюссель
- Великобритания
  - Лондон — Гатвик
  - Лондон — Станстед
- Германия
  - Франкфурт-на-Майне — Международный аэропорт Франкфурт-на-Майне
- Греция
  - Салоники
- Грузия
  - Тбилиси
- Ирландия
  - Дублин
- Испания
  - Барселона — El Prat
  - Малага
  - Пальма-де-Майорка
- Италия
  - Милан — Мальпенса
  - Рим — Фьюмичино
- Кипр
  - Ларнака
- Латвия
  - Рига — Международный аэропорт Рига
- Нидерланды
  - Амстердам — Схипхол
- Россия
  - Москва — Шереметьево
- Турция
  - Стамбул — Ататюрк
- Украина
  - Киев — Борисполь
  - Симферополь — Международный аэропорт Симферополь
- Франция
  - Париж — Шарль де Голль
- Швеция
  - Стокгольм — Арланда
- Эстония
  - Таллин — Юлемисте

Рейсы FlyLAL из аэропорта Паланги:
- Великобритания
  - Лондон — Станстед
- Ирландия
  - Дублин

## Флот

### Флот на момент закрытия авиакомпании
На момент закрытия флот авиакомпании состоял из следующих самолётов:
| Тип самолёта   | Фото | Количество | Заказано | Места | Регистрация                                                       | Примечания |
| -------------- | ---- | ---------- | -------- | ----- | ----------------------------------------------------------------- | ---------- |
| Boeing 737-300 |      | 2          | —        | 149   | LY-AQU, LY-AQV                                                    | [ 4 ]      |
| Boeing 737-500 |      | 5          | —        | 124   | LY-AGZ, LY-AGQ, LY-AZY, LY-AZW, LY-AWD                            | [ 4 ]      |
| Saab 2000      |      | 6          | —        | 50    | LY-SBC Suvalkietis, LY-SBD Dzūkas, LY-SBK, LY-SBQ, LY-SBY, LY-SBW | [ 4 ]      |
| Всего:         |      | 13         | 0        |       |                                                                   |            |

### Списанные самолёты
| Тип самолёта   | Фото | Количество | Регистрация | Год ввода вэксплуатацию | Год вывода изэксплуатации | Примечания |
| -------------- | ---- | ---------- | --- | ----------------------- | ------------------------- | ---------- |
| Boeing 737-200 |      | 3          | LY-GPA, LY-BSD, LY-BSG                                                                                         | 1995                    | 2006–2008                 | [ 4 ]      |
| Boeing 737-300 |      | 3          | LY-AGP, LY-BAG, LY-AQX                                                                                         | 1998                    | 2003                      | [ 4 ]      |
| Boeing 737-500 |      | 5          | LY-BFV, LY-AWE, LY-AWG, LY-AWF, LY-AZX                                                                         | 2003                    | 2008                      | [ 4 ]      |
| Boeing 757-200 |      | 2          | LY-FLA, LY-FLG                                                                                                 | 2008                    | 2009                      | [ 4 ]      |
| Saab 340       |      | 2          | LY-SBA, LY-SBB                                                                                                 | 1996                    | 2002                      | [ 4 ]      |
| Saab 2000      |      | 1          | LY-SBG | 2002                    | 2005                      | [ 4 ]      |
| Ан-2           |      | 14         | LY-ACK, LY-ACJ, LY-ALV, LY-ACL, LY-ACC, LY-ACA, LY-ACB, LY-ACD, LY-ACE, LY-ACF, LY-ACG, LY-ACI, LY-ACH, LY-ACM | 1992                    | 1994                      | [ 4 ]      |
| Ан-24          |      | 4          | LY-AAI, LY-AAF, LY-AAH, LY-AAG                                                                                 | 1992                    | 1996                      | [ 4 ]      |
| Ан-26          |      | 3          | LY-AAJ, LY-AAK, LY-AAL                                                                                         | 1992                    | 1995                      | [ 4 ]      |
| Ту-134         |      | 9          | LY-ABA, LY-ABB, LY-ABC, LY-ABD, LY-ABE, LY-ABF, LY-ABG, LY-ABH, LY-ABI                                         | 1991–1992               | 1996–1999                 | [ 4 ]      |
| Як-42          |      | 12         | LY-AAM, LY-AAN, LY-AAO, LY-AAP, LY-AAQ, LY-AAR, LY-AAS, LY-AAT, LY-AAU, LY-AAV, LY-AAW, LY-AAX                 | 1991                    | 1997–2002                 | [ 4 ]      |
| Всего:         |      | 58         | |                         |                           |            |

## Партнёры
- Аэрофлот—Российские авиалинии
- ГТК «Россия»
- AeroSvit
- Brussels Airlines
- DonbassAero
- Finnair
- Iberia
- KLM